# 鞏懿修
巩懿修（？—？），字恭甫，号惺斋，别号兰汀，山西定襄东作村人，清朝政治人物，進士出身。
父巩献德为清初大儒李二曲再传弟子，通理学文律。巩懿修少承庭训，七岁能诗，十岁应童子试，十二岁中秀才，有神童之誉。乾隆五十七年（1792年）中式第二名举人（亞元），乾隆五十八年（1793年）联捷癸丑科进士。历官浙江龙泉、淳安、秀水、乌程縣等县知县，有能吏之称。工诗文，为文“蔚为一代宗工”，作诗则清朗健爽。有《惺斋文集》、《攀桂集续编》，已佚，仅有《图南集》、《图南斋箸卜》两集、遗文九篇及《鹧鸪天》词两首传世。